# Rádio-observatório Espacial do Nordeste
O Rádio-observatório Espacial do Nordeste - ROEN é um radiotelescópio com uma antena de 14,2 metros de diâmetro, a maior do Brasil, localizado na cidade de Eusébio na Região Metropolitana de Fortaleza. O rádio-observatório é um dos principais equipamentos que medem a geodésia no mundo - que observa, principalmente, dados provenientes do Sol, além de outras fontes como galáxias e planetas e desenvolve atividades relacionadas com pesquisas nas áreas de geodinâmica, geomagnetismo, astrofísica, física da Ionosfera e Processamento Inteligente de Sinais. Opera entre as frequências de 22 e 48 GHz. O ROEN é a unidade de Fortaleza, uma seção do Centro Regional de Natal do INPE.
O Programa de Geodésia Espacial foi inicialmente coordenado pelo Centro de Radioastronomia e Aplicações Espaciais - CRAAE (Convênio entre Mackenzie, INPE, USP e Unicamp), que coordenou a instalação da antena e de toda a instrumentação, bem como as atividades iniciais em cooperação com agência americana NOAA, o Ministério da Ciência e Tecnologia e a FINEP. O ROEN é atualmente coordenado pelo CRAAM, Centro de Rádio Astronomia e Astrofísica, Universidade Presbiteriana Mackenzie, São Paulo, em cooperação com o Instituto Nacional de Pesquisas Espaciais, INPE. As pesquisas na área de Processamento Inteligente de Sinais são desenvolvidas sob o Projeto de Cooperação Técnico-Científica suportado pelo convênio INPE-UFC.